# Hiệp định ASEAN về Ô nhiễm khói mù Xuyên biên giới

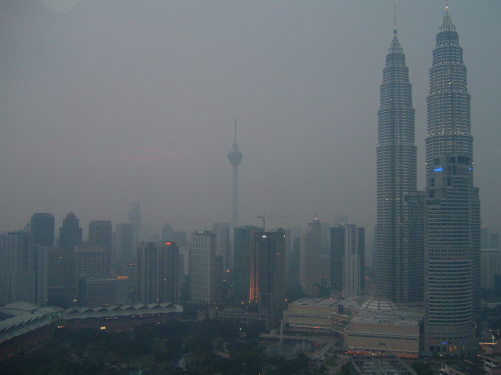
Quận thương mại của Kuala Lumpur vào tối ngày 29 tháng 9 năm 2006. Menara Kuala Lumpur hầu như không thể nhìn thấy được.

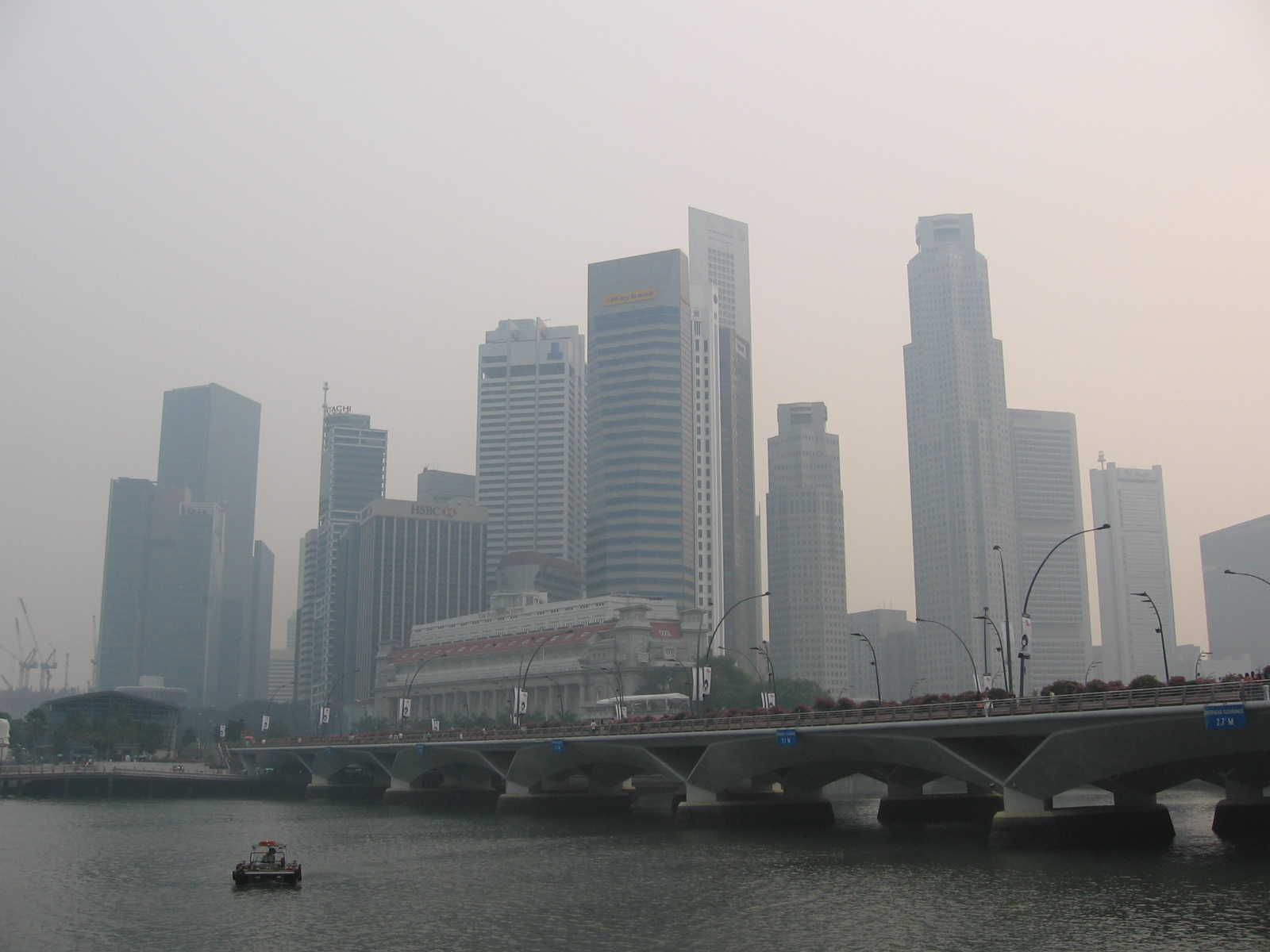
Downtown Core của Singapore vào ngày 7 tháng 10 năm 2006, bị ảnh hưởng bởi cháy rừng ở Sumatra, Indonesia

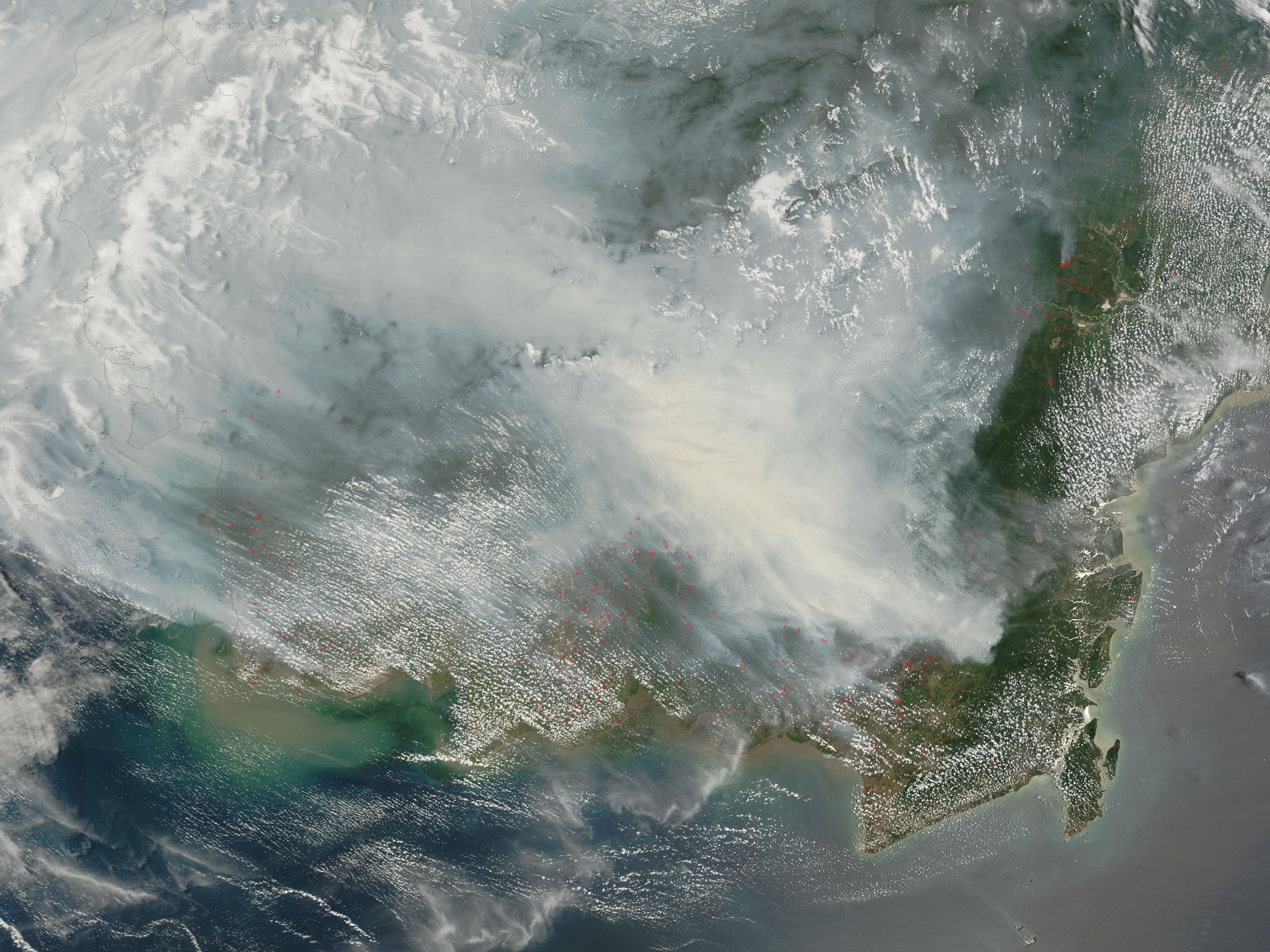
Ảnh vệ tinh chụp đám khói mù ở Borneo năm 2006

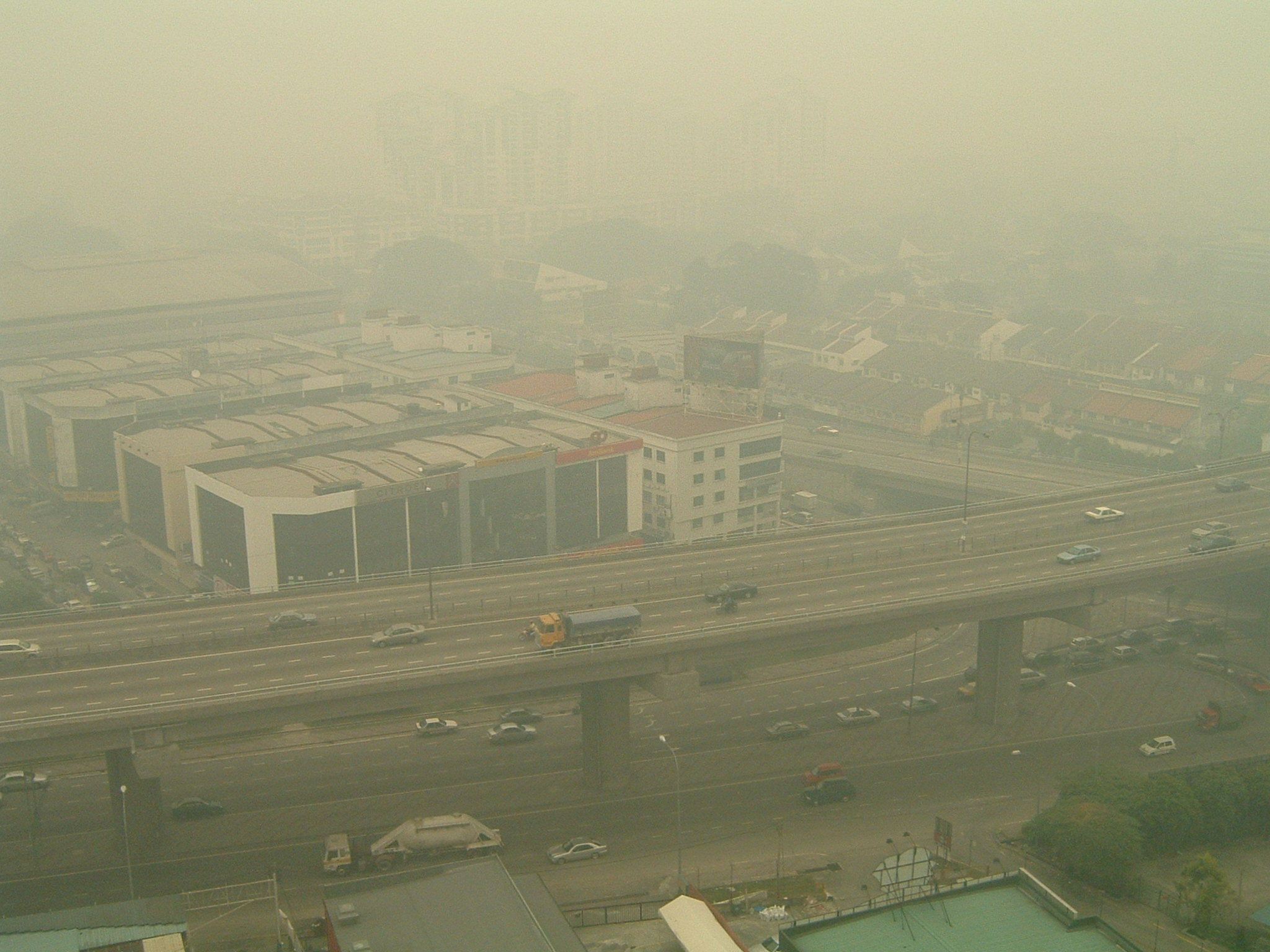
Khói mù nghiêm trọng ảnh hưởng đến Ampang, Kuala Lumpur, Malaysia, vào tháng 8 năm 2005

Hiệp định ASEAN về Ô nhiễm khói mù Xuyên biên giới (tiếng Anh: ASEAN Agreement on Transboundary Haze Pollution) là một thỏa thuận môi trường mang tính ràng buộc pháp lý, do các quốc gia thành viên Hiệp hội các quốc gia Đông Nam Á ký kết vào năm 2002, với mục tiêu giảm thiểu ô nhiễm khói mù ở Đông Nam Á. Hiệp định thừa nhận rằng ô nhiễm khói mù xuyên biên giới là do cháy đất và/hoặc rừng, và cần được giảm thiểu thông qua các nỗ lực phối hợp quốc gia và hợp tác quốc tế.
Tính đến tháng 9 năm 2014, tất cả 10 nước ASEAN đều đã phê chuẩn hiệp định này.

## Lịch sử
Thỏa thuận này là một phản ứng trước cuộc khủng hoảng môi trường xảy ra ở Đông Nam Á vào cuối những năm 1990. Nguyên nhân chủ yếu là do việc đốt ngoài trời nhằm giải phóng mặt bằng cho nông nghiệp trên đảo Sumatra của Indonesian. Hình ảnh vệ tinh xác nhận sự hiện diện của các điểm nóng trên khắp Kalimantan/Borneo, Sumatra, bán đảo Mã Lai và một số nơi khác, với ước tính khoảng 45.000 km2 rừng và đất bị thiêu rụi. Malaysia, Singapore, và ở một mức độ nhất định là Thái Lan và Brunei, cũng bị ảnh hưởng đặc biệt nặng nề.
Khói mù gần như xảy ra hàng năm ở một số quốc gia ASEAN. Mức độ khói mù nguy hiểm thường trùng với mùa khô từ tháng 6 đến tháng 9 khi có gió mùa Tây Nam. Gió mùa Tây Nam thổi khói mù từ Sumatra, Indonesia về phía bán đảo Mã Lai và Singapore, đôi khi tạo ra làn khói mù dày đặc có thể kéo dài hàng tuần.

### Quá trình đàm phán
Hiệp định này được thiết lập vào năm 2002, mặc dù đã có một số nền tảng từ thỏa thuận năm 1990 giữa các Bộ trưởng Môi trường ASEAN về kêu gọi những nỗ lực nhằm hài hòa hóa các hoạt động ngăn ngừa và giảm thiểu ô nhiễm xuyên biên giới.
Hiệp định này cũng được xây dựng dựa trên Kế hoạch Hợp tác ASEAN về Ô nhiễm Xuyên biên giới năm 1995 và Kế hoạch hành động về Khói mù khu vực năm 1997. Hiệp định này là một nỗ lực nhằm đưa kế hoạch hành động đi vào thực tiễn.

## Các bên tham gia
| Thành viên  | Ngày phê chuẩn/phê duyệt | Ngày gửi lưu chiểu văn kiện phê chuẩn/phê duyệt cho Tổng Thư ký ASEAN |
| ----------- | ------------------------ | --------------------------------------------------------------------- |
| Malaysia    | 3 tháng 12 năm 2002      | 18 tháng 2 năm 2003                                                   |
| Singapore   | 13 tháng 1 năm 2003      | 14 tháng 1 năm 2003                                                   |
| Brunei      | 27 tháng 2 năm 2003      | 23 tháng 4 năm 2003                                                   |
| Myanmar     | 5 tháng 3 năm 2003       | 17 tháng 3 năm 2003                                                   |
| Việt Nam    | 24 tháng 3 năm 2003      | 29 tháng 5 năm 2003                                                   |
| Thái Lan    | 10 tháng 9 năm 2003      | 26 tháng 9 năm 2003                                                   |
| Lào         | 19 tháng 12 năm 2004     | 13 tháng 7 năm 2005                                                   |
| Campuchia   | 24 tháng 4 năm 2006      | 9 tháng 11 năm 2006                                                   |
| Philippines | 1 tháng 2 năm 2010       | 4 tháng 3 năm 2010                                                    |
| Indonesia   | 16 tháng 9 năm 2014      | 20 tháng 1 năm 2015                                                   |

## Cơ cấu tổ chức
Hiệp định này do bởi các Bộ trưởng Bộ Môi trường và đại diện đồng cấp khác từ các nước ASEAN tham gia quản lý. Các cuộc họp hoạt động dưới sự điều phối của Hội đồng Cộng đồng Văn hóa - Xã hội ASEAN (ASCC), một trong ba hội đồng, trực thuộc Hội nghị cấp cao ASEAN và là chủ tịch của Hội đồng này.

## Hoạt động
Hiệp định kêu gọi giảm thiểu khói mù thông qua các nỗ lực phối hợp quốc gia và tăng cường hợp tác khu vực và quốc tế trong bối cảnh phát triển bền vững. Điều này được thực hiện thông qua các hoạt động giám sát và phòng ngừa.

## Quy tắc
Thủ tục hoặc hệ thống quy tắc chính thức hình thành nên hiệp định này là bộ quy tắc ứng xử ngoại giao theo "Con đường ASEAN" của khu vực. Nó có đặc trưng về các nguyên tắc không can thiệp, tham vấn, đồng thuận, ngoại giao thầm lặng, chủ nghĩa tượng trưng và chủ nghĩa tối giản về mặt tổ chức.

## Thành tựu đạt được
Tháng 10 năm 2013, các nhà lãnh đạo ASEAN đã phê duyệt hệ thống giám sát khói mù chung với chi phí 100.000 USD. Ngoài ra, Singapore cũng đề nghị làm việc trực tiếp với nông dân Indonesia để khuyến khích các hoạt động bền vững và giảm thiểu khói mù theo thời gian bằng cách "giải quyết tận gốc vấn đề khói mù". Singapore trước đây đã từng làm việc theo cách này với nông dân ở tỉnh Jambi của Indonesia.

## Hạn chế
Indonesia, với tư cách là bên gây khói mù chính cho vấn đề này, là quốc gia ASEAN cuối cùng phê chuẩn hiệp định vào năm 2014, 12 năm sau khi văn bản này được ký lần đầu tiên vào năm 2002. Hiện vẫn có các lo ngại về năng lực của chính phủ Indonesia trong việc theo dõi và thực hiện các thay đổi nhằm giải quyết vấn đề.
Hiệp định đã không thể ngăn chặn khói mù hàng năm từ năm 2004 đến năm 2010 và những năm 2013, 2014 và 2015. Gần đây, Indonesia được xếp vào danh sách các nước phát thải khí nhà kính lớn thứ ba thế giới với 75% lượng khí thải xuất phát từ nạn phá rừng.

## Các tranh luận chính trong cộng đồng văn học và chính sách
"Hiệp định khói mù" bị cho là mơ hồ và thiếu cơ chế thực thi hoặc công cụ mạnh mẽ để giải quyết tranh chấp. Tuy nhiên, ASEAN rõ ràng đã cố gắng thoát khỏi văn hóa thể chế của mình nhằm đạt được sự hợp tác sâu sắc hơn về vấn đề này. Điều này thể hiện rõ ở chỗ đây là một hiệp định có tính ràng buộc pháp lý, điều mà ASEAN đã kịch liệt phản đối trước đây.
Hiệp định này không phù hợp với truyền thống tham gia của ASEAN vốn kiên quyết bảo vệ chủ quyền quốc gia. Kết quả là các quốc gia buộc phải hành động vì lợi ích riêng của mình hơn là vì lợi ích khu vực. Ngoài ra, mối quan hệ chặt chẽ giữa các chủ thể kinh tế chủ chốt và giới tinh hoa chính trị đồng nghĩa với việc duy trì hiện trạng.
Năm 2014, Singapore ban hành Đạo luật Ô nhiễm khói mù Xuyên biên giới để xử phạt hành vi phát thải gây hại xuyên quốc gia.